# Pedon
Das Pedon ist die kleinste räumliche Einheit der Bodenkunde.
Der Begriff wurde in seiner jetzigen Bedeutung im Jahr 1960 in Nordamerika eingeführt. Nach der Kartieranleitung des United States Department of Agriculture entspricht das Pedon der grundlegenden Kartiereinheit. Die Ausdehnung eines Pedons wird verschieden gehandhabt. Oft wird ihm konventionell eine Größe von einem, bis zu zehn Quadratmetern, zugewiesen. Die Mindestgröße ergibt sich daraus, dass alle Bodenhorizonte in ihrer Variabilität und räumlichen Erstreckung in ihm repräsentativ abgebildet sein müssen. Der Begriff Pedon wird in der DIN 4047-3 in gleicher Bedeutung verwendet.
Benachbarte Peda gleicher Bodenform werden gedanklich zu einer Einheit, dem Polypedon, zusammengefasst. Ein Polypedon ist die kleinste Einheit einheitlicher Bodenform. Bei strenger Auslegung wäre die räumliche Erstreckung eines Polypedons ein Pedotop; oft werden die Begriffe Polypedon und Pedotop aber auch synonym verwendet. Sind benachbarte Polypeda so ineinander verschränkt, dass ihre Aufgliederung auch bei Detailkartierung unmöglich wäre, werden sie bodenkundlich zu Pedokomplexen zusammengefasst. Dies ist zum Beispiel bei Vertisolen regelmäßig erforderlich.
Die Abgrenzung eines Pedons ist, wie auch die Umgrenzung eines Polypedons, mehr oder weniger willkürlich, um es der Definition gemäß adäquat untersuchen zu können, müsste es durch diese Untersuchung de facto zerstört werden. Der amerikanische Bodenkundler George Holmgren hat eine Modifikation des Pedum-Konzeptes vorgeschlagen. Seiner Argumentation zufolge sind Pedon und Polypedon in Wirklichkeit abstrakte, d. h. im Gelände nicht tatsächlich kartierbare Einheiten, die nur vorgeschlagen wurden, um die Informationen aus einer Bodenprofil-Aufnahme, einer Profilgrube oder Bohrung, einer willkürlichen dreidimensionalen Einheit zuzuweisen, deren Existenz eher metaphysisch gefordert als empirisch begründet sei. Ihm zufolge sollte ein Pedon punktförmig, also ohne räumliche Entsprechung, aufgefasst werden. Obwohl zahlreiche Bearbeiter Holmgren im Prinzip zustimmen und insbesondere den abgeleiteten Begriff Polypedon für nicht handhabbar erklären, hält sich der Begriff bisher in der praktischen Anwendung.
Ein Pedon reicht definitionsgemäß bis zum pedogen unveränderten Gestein, nach der amerikanischen Definition aber nur dann, wenn dies in einer Tiefe von bis zu zwei Metern angetroffen wird. Ein flacherer Bodenausschnitt, der nur den pedogen veränderten Tiefenbereich umfasst, wird als Solum bezeichnet.